# NGC 2140
NGC 2140  ist ein Offener Sternhaufen in der Großen Magellanschen Wolke am Südsternhimmel. Entdeckt wurde das Objekt am 23. Dezember 1834 von John Herschel.